# Wilhelm von Remchingen

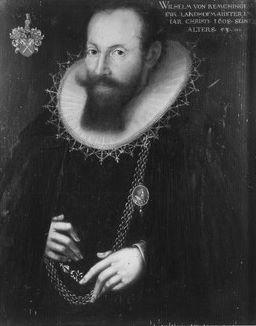
Wilhelm von Remchingen auf einem Bild in der Tübinger Professorengalerie

Wilhelm von Remchingen (* 9. Juni 1555 in Kirchheim unter Teck; † 25. November 1630 in Urach; beerdigt am 1. Dezember 1630 in Kirchheim unter Teck) war ein deutscher Jurist an der Universität Tübingen.

## Leben
Wilhelm von Remchingen war Rat und Hofrichter in Tübingen, Obervogt in Urach sowie Landhofmeister und Herzoglicher Universitätsbeamter in Tübingen. Er war ein Bruder des Eberhard von Remchingen.
Sein Porträt von 1608 hängt in der Tübinger Professorengalerie.